# ウサギノオ
ウサギノオ（兎の尾、学名: Lagurus ovatus）は、イネ科ウサギノオ属の一年草。園芸用に栽培されるとともに、道ばたなどに野生化している。ラグラスともよばれる。

## 特徴
草丈は10-40cm。花期は4-5月。

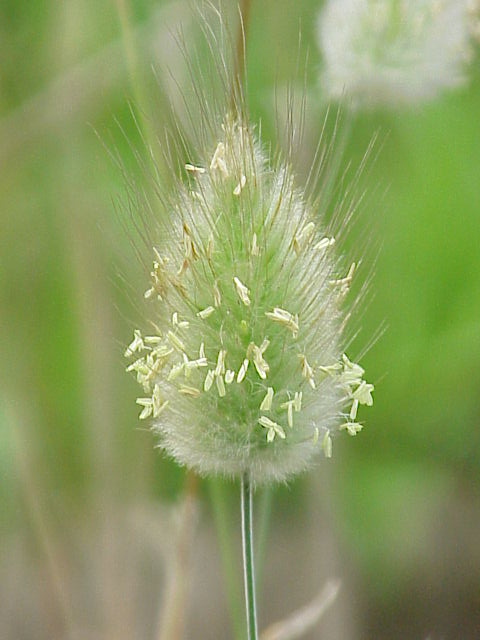
花序

## 分布
地中海原産で、日本では帰化植物。